# スローモガイズ
スローモガイズ（The Slow Mo Guys、2010年 - ）は、ギャブとダンによるイギリス出身のYouTuberコンビ。登録者1000万人ユーチューバーに贈呈されるダイアモンドボタンの保持者。

## 概要
主に撮影に2500fpsを超えるハイスピードカメラを用いて、爆発や破壊される瞬間映像を配信している。

## メンバー
- ギャブ（フルネーム：Gavin David Free、1988年5月23日（36歳） - ）
  - 撮影担当。会社からハイスピードカメラを借りて自宅などで撮影を始めた。
- ダン（フルネーム：Daniel Charles Gruchy、1988年7月28日（36歳） - ）
  - 出演担当。撮影対象物の発動や体感を担当し、体を張った企画でよく酷い目にあっている。